# Anyphaena mogan
Anyphaena mogan är en spindelart som beskrevs av Song och Chen 1987. Anyphaena mogan ingår i släktet Anyphaena och familjen spökspindlar. Inga underarter finns listade i Catalogue of Life.